# Улица Ньютона, дом 1
«Улица Ньютона, дом 1» — советский художественный фильм 1963 года, поставленный Теодором Вульфовичем на киностудии «Ленфильм» по пьесе Эдварда Радзинского «Вам 22, старики».
 Премьера состоялась 21 октября 1963 года.

## Сюжет
Студент-физик Тимофей Сувернев в соавторстве со своим однокурсником Володей Гальцовым пишут научную работу «Массы элементарных частиц и пятая координата». С ней они становятся победителями университетского конкурса и должны делать доклад, открывающий перспективы для их дальнейшей профессиональной карьеры.
Тимофей обнаруживает ошибку в расчётах и перед отъездом из города просит Володю отменить выступление и отложить публикацию в журнале. Володя решает всё оставить как есть и намеревается выступить, пользуясь возникшим вокруг их работы интересом.
Тимофей расценивает поступок друга как предательство. Он срывает чтение доклада и со скандалом уезжает в родной рыбачий посёлок Тюлений, где устраивается мотористом в Рыбнадзор. В свободное время он занимается решением трудной задачи и осенью привозит в Москву новый вариант научной статьи.

## В ролях
- Юрий Ильенко — Тимофей Сувернев (озвучание — Кирилл Лавров)
- Лариса Кадочникова — Лариса, работник библиотеки
- Евгений Фридман — Владимир Гальцов
- Евгений Агафонов — Гарька Миронов
- Владимир Липпарт — Фёдор Константинович Ракин, участковый инспектор Рыбнадзора
- Борис Горшенин — Виктор Антонович Лунёв, инспектор (озвучание — Юрий Толубеев)
- Николай Крюков — Растегаев, председатель рыболовецкого колхоза
- Александр Лукьянов — рыбак, гармонист
- Олег Окулевич — Шальнов
- Георгий Сатини — Анохин, член приёмной комиссии
- Александр Афанасьев — Василий Тимофеевич Сувернев, отец Тима

### В эпизодах
- Евгений Дубасов — милиционер
- Виталий Соломин — Боярцев, студент-филолог
- Ролан Быков — рыболов-браконьер
- Николай Силис — рыболов-браконьер
- Зиновий Гердт — сосед с флюсом
- Борис Рыжухин — сосед снизу
- Фёдор Никитин — отец Ларисы
- Юрий Дедович — член приёмной комиссии
- А. Карпак — нерадивый студент
- Юлий Ким — гитарист на вечеринке
- Юрий Коваль — гитарист на вечеринке
- Леонид Быков — эпизод (в титрах не указан)
- Елена Вольская — продавщица гладиолусов (в титрах не указана)
- Владимир Карпенко — гость на вечеринке (в титрах не указан)
- Николай Кузьмин — рыбак (в титрах не указан)
- Владимир Лемпорт — работник рыболовецкого колхоза (в титрах не указан)
- Александр Мельников — рыбак (в титрах не указан)
- Николай Муравьёв — рыбак (в титрах не указан)
- Сергей Никоненко — продавец журналов (в титрах не указан)
- Иван Селянин — рыбак (в титрах не указан)

## Съёмочная группа
- Авторы сценария — Эдвард Радзинский, Теодор Вульфович
- Режиссёр-постановщик — Теодор Вульфович
- Главные операторы — Виктор Карасёв, Николай Жилин
- Художники-постановщики — Всеволод Улитко, Тамара Васильковская
- Художники по костюмам — О. Соловьёва, Марина Азизян
- Композитор — Моисей Вайнберг
- Звукооператор — Владимир Яковлев
- Режиссёр — П. Лобачевская
- Консультант — В. Шехтер
- Редактор — Иннокентий Гомелло
- Монтаж — Раиса Изаксон
- Грим — В. Соколова
- Комбинированные съёмки:

- Операторы — Александр Завьялов, Георгий Сенотов
- Художник — Борис Михайлов

- Авторы песен и исполнители — Юлий Ким, Юрий Коваль
- Оркестр Ленинградской филармонии

- Дирижёр — Лео Корхин

- Директор картины — Н. Лобанов

## Съёмки
Роль студента-филолога Боярцева стала первой киноработой Виталия Соломина.
На кадрах фильма можно узнать интерьеры ленинградской станции метро «Площадь Ленина», где запечатлены утраченные ныне люстры подземного вестибюля.
Эпизод перед зданием научной библиотеки снимался у парадного входа в Институт элементоорганических соединений Академии Наук СССР, ныне Институт элементоорганических соединений РАН.
Песни для фильма, впервые специально для кино, сочинил Юлий Ким. Кроме того, в нём звучит и гимн Физического факультета МГУ «Дубинушка» (первоначальный текст этой шуточной песни был написан в 1946 году; в то время студентом второго курса Физического факультета МГУ Борисом Михайловичем Болотовским):

Тот, кто физиком стал,

Тот грустить перестал,

На физфаке не жизнь, а малина,

Только физика — соль,

Остальное всё — ноль,

А филолог и медик — дубина.

Припев:

Эй, дубинушка, ухнем!

Эй, зелёная, сама пойдёт!

Подёрнем, подёрнем, да ухнем!»